# Medalha e Prêmio Hoyle
A Medalha e Prêmio Hoyle (em inglês:  Fred Hoyle Medal and Prize) é concedida bianualmente pelo Institute of Physics de Londres, por contribuições de destaque em astrofísica, física gravitacional ou cosmologia. A medalha é de prata, sendo acompanhada por um valor monetário e um certificado. Foi estabelecida em 2008 e concedida em anos pares de 2008 a 2016. É concedida anualmente desde 2017

## Recipientes
Fonte: Institute of Physics
- 2008: Michael Rowan-Robinson
- 2010: Carlos Frenk
- 2012: David Lyth
- 2014: Tony Bell
- 2016: Sheila Rowan
- 2017: Jane Greaves
- 2018: Hiranya Peiris
- 2019: Gilles Chabrier